# Curt Hansen
Curt Hansen, född 18 september 1964 i Bylderup i Sønderjylland, är en dansk stormästare i schack.
Han fick sitt genombrott när han blev europamästare för juniorer år 1982. Året efter blev han dansk och nordisk mästare och år 1984 vann han världsmästarskapet för juniorer i Kiljava i Finland.
Hansen var Danmarks bästa schackspelare i mer än tjugo år och rankades som nummer 18 i världen år 1992. Han har vunnit det danska mästerskapet sex gånger och spelat mer än 90 landskamper för Danmark. Han är också stormästare i korrespondensschack.
Hansen spelade för tyska SG Porz mellan 1998 och 2006 och var redaktör för den dagliga schackspalten i Jyllands-Posten mellan 1986 och 2012.

## Meriter
Curt Hansen uppnådde sin högsta Elo-rating (2635) i juli 1992. I  snabbschack uppnådde han sin högsta rating (2621) i maj 2015.
Danmarksmästare i schack: 1983, 1984, 1985, 1994, 1998 och 2000.